# Călui
Călui is een Roemeense gemeente in het district Olt.
Călui telt 1899 inwoners.